# Richard Branson
Richard Charles Nicholas Branson (Londres, 18 de julio de 1950), conocido como Richard Branson, es un empresario multimillonario británico, popular por ser el propietario de las más de 360 empresas que forman Virgin Group.
Branson fundó su primera empresa con éxito a los 16 años, cuando publicó la revista Student. En 1970 creó un registro por correo para las empresas. En 1972 abrió la cadena de tiendas de discos Virgin Records, más tarde conocida como Virgin Megastores y renombrada como Zavvi.  Con su extravagante estilo competitivo, la marca Branson's Virgin creció rápidamente durante la década de 1980; creó Virgin Atlantic Airways y la ampliación de Virgin Records, el sello discográfico. Richard Branson es la 286.ª persona más rica del mundo y la 12.ª más rica del Reino Unido, según Forbes, con un patrimonio neto estimado en 5100 millones de dólares.

## Biografía

### Primeras etapas de la vida

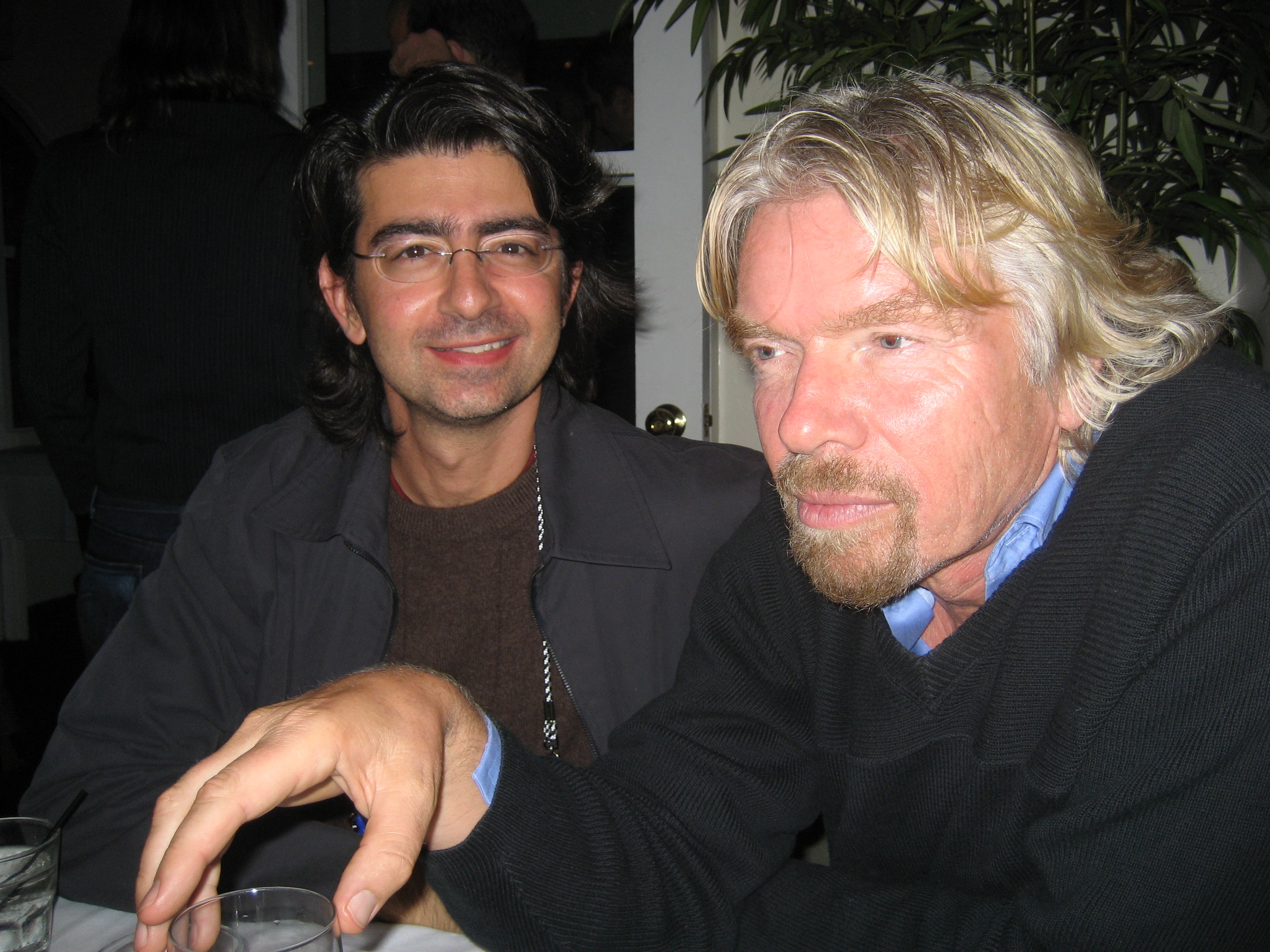
Pierre Omidyar y Richard Branson.

Nació en Stonefield Nursing Home en Blackheath, en el sur de Londres, hijo de Edward James Branson y Eve Branson (nacida Huntley Flindt). Su abuelo, Arthur George Harwin Branson, fue magistrado del Tribunal Superior de Justicia y consejero privado del Reino Unido. Richard Branson se educó en Scaitcliffe School (ahora Bishopsgate School) hasta la edad de trece años. Después asistió a la Stowe School, hasta que cumplió quince años.
Sufría dislexia, por lo que obtuvo resultados académicos muy bajos en la escuela, sin embargo, a sus quince años ya había fundado dos empresas, las cuales finalmente fracasaron. A los dieciséis años, Branson dejó los estudios y se trasladó a Londres, donde comenzó su primer negocio exitoso, la revista Student. Con diecisiete años fundó su primera organización caritativa, el "Student Advisory Centre."

### Registro de empresas
Branson inició su primera empresa después de viajar a través del Canal de la Mancha y comprar discos piratas y saldos, que vendía en Londres, utilizando su automóvil como punto de venta o a través de outlets. En 1970 continuaba vendiendo dichos discos a través de pedidos por correo. A través de su marca comercial "Virgin" vendía los discos a un precio menor que los llamados "High Street" outlets, especialmente más económicos que la cadena W.H Smith. El nombre de "Virgin" hace referencia al hecho de que se vendían en condiciones similares a los nuevos, al contrario de otros puntos de venta cuyos discos estaban en bastante mal estado como consecuencia del uso. Por aquella época, muchos productos se vendían bajo acuerdos comerciales restrictivos que limitaban los descuentos, a pesar de los esfuerzos en los años cincuenta y sesenta para limitar el llamado "mantenimiento del precio de reventa". En efecto Branson comenzó una serie de cambios que llevaron a la introducción de descuentos de gran escala en la música grabada. Branson y algunos colegas estaban discutiendo un nuevo nombre para su negocio cuando uno de ellos propuso que se llamase "Virgin", ya que todos eran vírgenes en cuanto a empresas.
Branson finalmente inauguró una tienda de discos en Oxford Street en Londres y, poco después, lanzó el sello discográfico Virgin Records con Nik Powell. Branson había ganado suficiente dinero con su tienda de discos como para comprar un lugar donde instalar un estudio de grabación.
En 1971, Branson fue detenido y acusado por la venta de discos en Virgin que habían sido declarados como "discos para la exportación". Llegó a un acuerdo fuera de los tribunales con el Servicio de Aduanas e Impuestos Especiales del Reino Unido para pagar la parte no pagada de impuestos y las multas. La madre de Branson, Eva, re-hipotecó la casa familiar para ayudar a pagar dicho acuerdo.
La empresa firmó con polémicas bandas como los Sex Pistols, mientras otras empresas se mostraban renuentes a firmar. Asimismo, fue elogiada su capacidad para exponer al público la música avant-garde, con grupos krautrock como Faust y Can. Virgin Records también se apuntó un tanto al introducir a Culture Club en el mundo de la música. A principios de la década de los ochenta, Virgin compró el club nocturno gay "Heaven". En 1991, en comandita con David Frost, Richard Branson llevó a cabo la oferta fallida de compra de tres ITV franquicias bajo el nombre de CPV-TV.
En 1992, para mantener su compañía aérea a flote, Branson vendió la etiqueta Virgin a EMI por un valor de mil millones de dólares. Más tarde formó V2 Records para volver a entrar en el negocio de la música.

### Familia
Richard Branson tiene dos hermanas Lindi y Vanessa, y él es el mayor. Siguió los pasos de su padre, Ted, ejerciendo la carrera de abogado. Eva, madre de Branson, trabajó en el teatro, como piloto-instructor y como azafata de vuelo. Es tío de Ned Abel Smith (1978) conocido como Ned Rocknroll, actual esposo de Kate Winslet, que anteriormente estuvo casado con la socialité inglesa Eliza Pearson.
Branson tuvo un mal desempeño académico, a la par que un rendimiento excelente en los deportes.
Branson está casado en segundas nupcias con Joan Templeman, con quien tiene dos hijos: Holly, quien ejerce como médico, y Sam. La boda fue una sugerencia de su hija Holly, cuando ella tenía ocho años, y se casaron en 1989 en la Necker Island, una isla de 300,000 m² en las Islas Vírgenes Británicas que es propiedad de Branson. También es propietario de bienes raíces en la isla caribeña de Antigua y Barbuda.
Según la página digital de The Sunday Times de fecha 13 de octubre de 2013, el dueño del grupo Virgin decidió fijar residencia, junto con sus dos hijos, en su isla caribeña de Necker para no pagar tantos impuestos en su país.
Branson publicó en 1998 su autobiografía titulada Losing My Virginity, un best-seller internacional. Branson afirmó una incredulidad en Dios en el trabajo. En septiembre de 2009 dio a conocer Business Stripped Bare, que dio un detrás de cámaras de algunos de sus más arriesgados y audaces negocios. Ambos fueron publicados por Virgin Books.
Branson está profundamente entristecido por la desaparición en septiembre de 2007 de su compañero de aventuras Steve Fossett y escribió un artículo para la revista Time en octubre de 2007 titulado "My Friend, Steve Fossett."

## Iniciativas

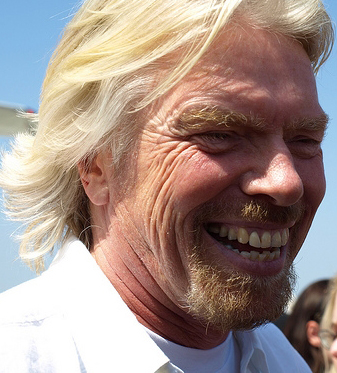
Richard Branson en el lanzamiento de Virgin America OC.

Branson formó Virgin Atlantic Airways en 1984, puso en marcha Virgin Mobile en 1999, Virgin Blue en Australia en 2000 y, posteriormente, fracasó en 2000 una oferta para manejar la Lotería Nacional. Branson escribió en su autobiografía de la decisión de iniciar una compañía aérea:

Mi interés en la vida viene de mi enorme establecimiento, al parecer inalcanzable y tratando de elevarse por encima de los problemas... Desde la perspectiva de querer vivir la vida al máximo, sentía que yo lo tenía que intentar.

En 1997, Branson tomó lo que muchos vieron como una de sus arriesgadas hazañas de las empresas que entren en el negocio ferroviario. Virgin Trains ganó las franquicias para la ex interurbanos de la Costa Oeste y Cross-Country sectores de la British Rail. Lanzado con la habitual fanfarria Branson con promesas de alta tecnología, trenes pendulares y mejorar el nivel de servicio, Virgin Trains pronto tropezó con problemas con el material y la infraestructura que había heredado de British Rail. La reputación de la compañía estaba casi irreversiblemente dañada, a finales del decenio de 1990 luchó para hacer correr los trenes de forma y tiempo fiable mientras se espera la modernización de la West Coast Main Line, y la llegada de nuevo material.
Virgin adquirió Europea, en corto recorrido de la compañía aérea belga Euro Airlines en 1996 y se denominaría Virgin Express. En 2006 la compañía se fusionó con SN Brussels Airlines formando Brussels Airlines. También se inició una compañía aérea nacional con sede en Nigeria, llamada Virgin Nigeria. Otra compañía aérea, Virgin America comenzó, volaba fuera del Aeropuerto Internacional de San Francisco en agosto de 2007. Branson también ha desarrollado la marca Virgin Cola e incluso la marca de Virgin Vodka, que no ha sido un gran éxito empresarial. Como consecuencia la revista quincenal Private Eye ha criticado a Branson y sus empresas.
Después de la llamada campaña de "trucos sucios", Branson demandó a la compañía aérea rival British Airways por difamación en 1992. John King, el entonces presidente de British Airways, contra-atacó la demanda y el caso fue a juicio en 1993. British Airways, ante la probable derrota, resolvió el caso compensando con £500,000 a Branson, y pagando £110,000 a su línea aérea, teniendo que pagar honorarios legales de hasta 3 millones de libras esterlinas.  Branson dividió su compensación (el llamado "bono BA") entre su personal.
El 25 de septiembre de 2004 Branson anunció la firma de un acuerdo en virtud del cual se creó una nueva empresa de turismo espacial, Virgin Galactic, la licencia de la tecnología detrás de una nave espacial financiado por el cofundador de Microsoft Paul Allen y diseñado por el legendario ingeniero aeronáutico de América y con visión de Burt Rutan. A cobrar a los pasajeros en el espacio suborbital. Virgin Galactic (propiedad en su totalidad de Virgin Group) tenía previsto realizar vuelos a disposición del público a finales de 2009 con un precio en dólares de 200.000 utilizando Scaled Composites White Knight Two.
Branson se aventura en el próximo grupo de Virgin, Virgins Fuels, que se forma para responder al calentamiento global y explotar el repunte en los costes de combustible, ofreciendo un revolucionario y más barato combustible para automóviles, y en un futuro próximo, las aeronaves. 
Branson ha sido etiquetado como un "líder transformacional" en la gestión de léxico, con sus estrategias inconformistas y su estrés en el Virgin Group, como una organización impulsada por la informalidad y la información, que sea debajo, en lugar de pesados problemas por alto nivel de gestión.
Fue 9º en el Sunday Times Rich List 2006, por un valor de poco más de 3 mil millones de libras esterlinas.
El 21 de septiembre de 2006, Branson se comprometió a invertir los beneficios de Virgin Atlantic y Virgin Trains en la investigación para el medio ambiente y combustibles. La inversión se estima en un valor de $ 3 mil millones de dólares.
El 4 de julio de 2006, Branson vendió su compañía Virgin Mobile al Reino Unido para la televisión por cable, banda ancha, y la compañía telefónica NTL / NTL: Telewest por casi mil millones de euros. Como parte de la venta, la compañía paga un mínimo de 8,5 millones de libras por año para usar el nombre de Virgin Media. Virgin se convirtió en la compañía más grande del accionista. La nueva empresa se inició con mucha fanfarria y publicidad, el 8 de febrero de 2007, en virtud del nombre de Virgin. La decisión de fusionar su compañía Virgin Media con NTL era con el fin de integrar las dos empresas compatibles para del comercio. Branson vio resultados propios para las tres cuartas partes de Virgin Mobile, mientras que ahora es propietario del 15% de la nueva empresa de medios de comunicación Virgins.
En 2006, Branson formó Virgin Comics y Virgin Animation, una compañía de entretenimiento que se centra en crear nuevas historias y personajes para una audiencia global. La empresa fue fundada con el autor Deepak Chopra, el director de cine Shekhar Kapur y empresarios de Sharad Devarajan y Gotham Chopra.
Branson también puso en marcha Virgin Health Bank el 1 de febrero de 2007, ofreciendo a los padres tener la oportunidad de almacenar la sangre del cordón umbilical de su bebé, células madre en privado y bancos públicos de células madre después del nacimiento de su bebé.
En junio de 2006, Virgin Atlantic es llevado EE. UU. y en el Reino Unido las autoridades de competencia para investigar la fijación de precios entre los intentos Virgin Atlantic y British Airways. En agosto de 2007, British Airways fue multado con 271 millones de euros a lo largo de las denuncias. A Virgin Atlantic se le dio para inclinar la inmunidad frente a las autoridades y no ha recibido ninguna multa.
El 9 de febrero de 2007, Branson anunció la creación de un nuevo premio mundial de la ciencia y la tecnología, el Virgin Earth Challenge en la creencia de que la historia ha demostrado que los premios de esta naturaleza ayudan a fomentar los avances tecnológicos para el bien de la humanidad. El Virgin Earth Challenge concederá 25 millones de dólares para el individuo o grupo que sea capaz de demostrar la viabilidad comercial del diseño, que tendrá como resultado la absorción neta de antropogénicos, gases atmosféricos de efecto invernadero, cada año al menos durante diez años sin los efectos nocivos del Consejo. Esta eliminación debe tener efectos a largo plazo y contribuir materialmente a la estabilidad del clima terrestre.
Branson también anunció que se unirá a la adjudicación del Premio por un panel de cinco jueces de todas las autoridades mundiales en sus respectivos campos: Al Gore, Crispin Tickell, Tim Flannery, Jim Hansen y James Lovelock. El panel de jueces estará asistido en sus deliberaciones por el clima y el Grupo Asesor Especial, para el premio de Virgin Earth Challenge, el juez, Steve Howard.
Richard Branson se involucró con el fútbol cuando patrocinó Nuneaton Borough AFC para la Copa enero de 2006 FA, la 3.ª ronda del partido contra el Middlesbrough FC. El juego terminó 1-1 y Virgin se marca también en las camisetas de Nuneaton Borough's para la repetición, que finalmente perdieron 2-5.
En agosto de 2007, Branson anunció que compró una participación del 20 por ciento en Malasia para AirAsia's X.
El 13 de octubre de 2007, Branson firma un tratado con la compañía Northern Rock para añadir a su imperio, después de presentar una oferta que se traduciría en Branson personalmente propietaria del 30% de la empresa, cambiando el nombre de la compañía de Northern Rock a Virgin Money.
El 10 de enero de 2008, Branson's Virgin Healthcare anunció que abriría una cadena de clínicas de atención de salud que ofrecen atención médica convencional junto con homeopatía y terapias complementarias. El Financial Times informó de que Ben Bradshaw, ministro de salud del Reino Unido, dio la bienvenida a la puesta en marcha:

"Me alegro de que Virgins Healthcare se propone trabajar con GPS para ayudar a desarrollar más los servicios integrados para los pacientes."

Virgin, a lo largo del jueves y viernes del mismo fin de semana en que se disputaba el primer gran premio de Fórmula 1 de la temporada 2009, en Melbourne, negoció y firmó un contrato relámpago para patrocinar el nuevo equipo Brawn GP de esta disciplina, dados los prometedores resultados del equipo y la total ausencia de patrocinadores en ese momento, contrato que expira al finalizar el segundo gran premio de la temporada, en Malasia. Hay que recordar que el equipo Brawn GP es realmente el antiguo equipo Honda, pero bajo las órdenes de su nuevo propietario, Ross Brawn, una vez que durante la pretemporada anunció por sorpresa y debido a la crisis su retirada de la competición.

### Iniciativas humanitarias
A finales de la década de 1990, Branson junto al músico y activista Peter Gabriel discutieron con Nelson Mandela su idea de un pequeño grupo de dedicados líderes, trabajando con objetividad y sin ningún interés personal creados para resolver los difíciles conflictos mundiales.
El 18 de julio de 2007, en Johannesburgo, Sudáfrica, Nelson Mandela anunció la formación de un nuevo grupo empresarial más, The Elders, en un discurso que pronunció con ocasión de su 67o cumpleaños. Los miembros fundadores de este grupo son Desmond Tutu, Graça Machel, Kofi Annan, Ela Bhatt, Gro Harlem Brundtland, Jimmy Carter, Li Zhaoxing, Mary Robinson, y Muhammad Yunus.
The Elders serán financiados de forma independiente por un grupo de "fundadores", incluidos Branson y Gabriel.
Desmond Tutu sirve como el presidente de The Elders que utiliza su capacidad colectiva para catalizar soluciones pacíficas a conflictos de largo tiempo, articular nuevos enfoques a las cuestiones mundiales que están causando o puede causar inmenso sufrimiento humano, y compartir la sabiduría de ayudar a conectar a voces en todo el mundo. Ellos trabajarán juntos en los próximos meses para examinar cuidadosamente las cuestiones específicas que se enfoque.
En septiembre de 2007, Richard Branson presidió el jurado del primer Picnic Green Challenge, con 500.000 euros, premio a la mejor y nueva iniciativa verde, creado por la Lotería PICNIC Network, Red de profesionales creativos. El primer Picnic Green Challenge fue ganado por Qurrent con el Qbox.
En marzo de 2008, Richard Branson organizó una recogida de medio ambiente en su isla privada, la isla de Necker, en el Mar Caribe con varios prominentes empresarios, personajes famosos, y los líderes del mundo. Discutieron el calentamiento global relacionado con problemas que enfrenta el mundo, con la esperanza de que esta reunión será un precursor de muchos más, los futuros debates acerca de problemas similares. El ex primer ministro británico Tony Blair, el cofundador de Wikipedia Jimmy Wales y Larry Page de Google estuvieron presentes.
En febrero de 2019, Branson inicia lo que, para muchos, fue la continuación del Live Aid de 1985. Venezuela Aid Live fue un concierto humanitario para recaudar fondos y hacer que las personas y familias de Venezuela tuvieran una mejor vida. El concierto se realizó en la ciudad de Cúcuta, situada en la frontera entre Colombia y Venezuela. Venezuela Live Aid tuvo que competir con el concierto Hands Off Venezuela, tan solo un par de kilómetros del Venezuela Live Aid.

## Récords mundiales

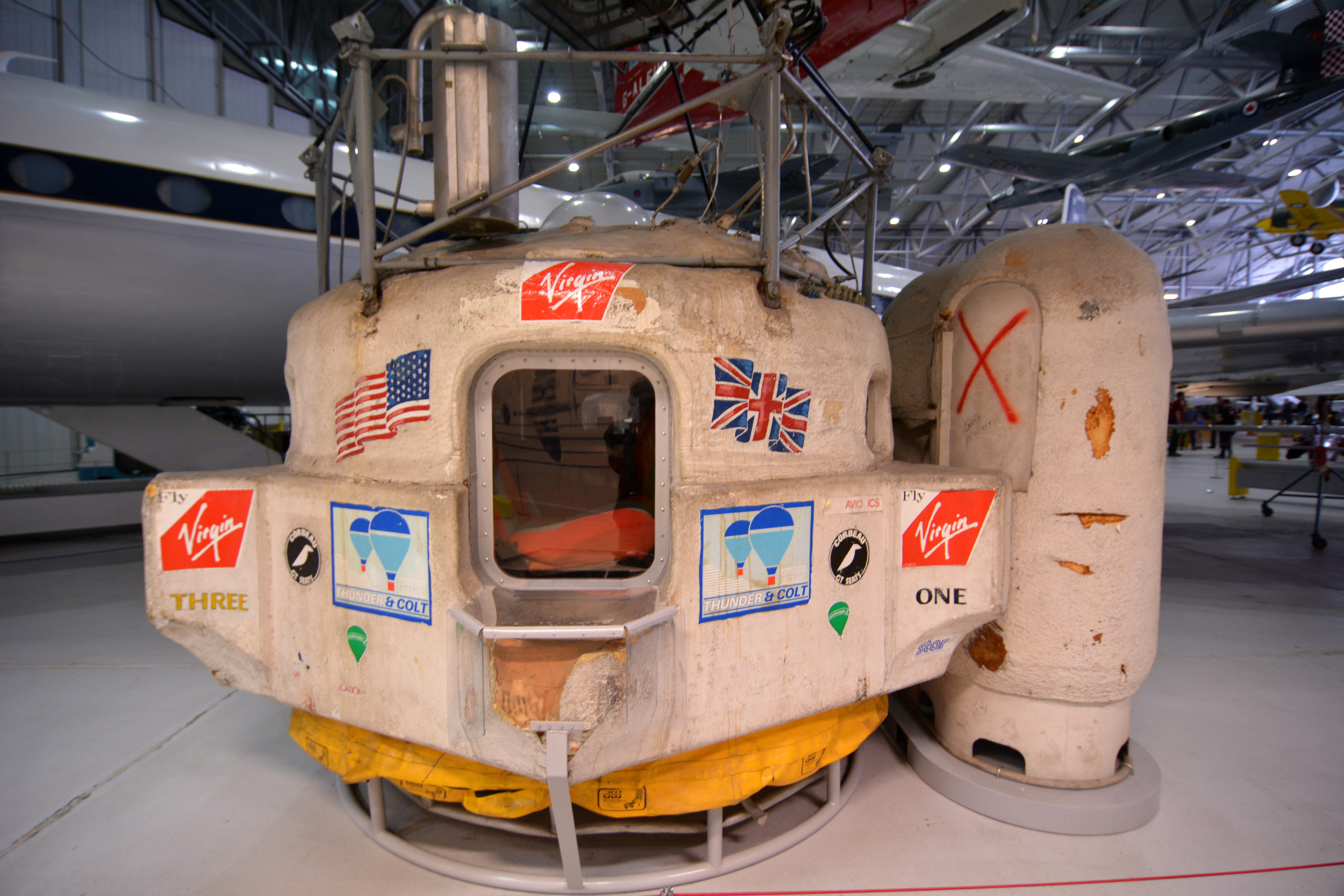
La cápsula del globo Virgin Atlantic Flyer en exhibición en el Museo Imperial de la Guerra, Duxford, Inglaterra. En 1987, Richard Branson y Per Lindstrand lo utilizaron para convertirse en las primeras personas en cruzar el Océano Atlántico en un globo aerostático.

Richard Branson logró varios récords mundiales e intentos después de 1985, cuando en el espíritu del Blue Riband intentó el cruce más rápido del Océano Atlántico. Su primer intento en la Virgin Atlantic Challenger llevó a que el barco zozobrara en aguas británicas y a un rescate por helicóptero de la RAF, que recibió amplia cobertura mediática. Algunos periódicos aconsejaron a Branson reembolsar al gobierno por el costo de rescate. En 1986, en su Virgin Atlantic Challenger II, con el experto Daniel McCarthy, que batió el récord de dos horas. Un año más tarde, su globo de aire caliente Virgin Atlantic Flyer cruzó el Atlántico. Este fue el mayor globo a 65.000 m³, y el primer globo de aire caliente en cruzar el Atlántico. Llegó a 209 km por hora.
En enero de 1991, Branson cruzó el océano Pacífico desde Japón hasta el Ártico Canadiense (10.800 km), en un globo de 74.000 m³. Esto rompió el récord, con una velocidad de 394 km/h .
Entre 1995 y 1998 Branson, Per Lindstrand y Steve Fossett hicieron intentos de circunnavegar el mundo. A finales de 1998 se hizo un récord de vuelo de Marruecos a Hawái, pero fueron incapaces de completar un vuelo antes que Bertrand Piccard y Brian Jones en el Breitling Orbiter, en marzo de 1999.
En marzo de 2004, Branson estableció un registro de viajeros procedentes de Dover a Calais en un Gibbs Aquada, en 1 hora, 40 minutos y 6 segundos, el cruce más rápido del Canal Inglés en un vehículo anfibio. El anterior récord de seis horas fue fijado por dos franceses.

## Televisión y cine

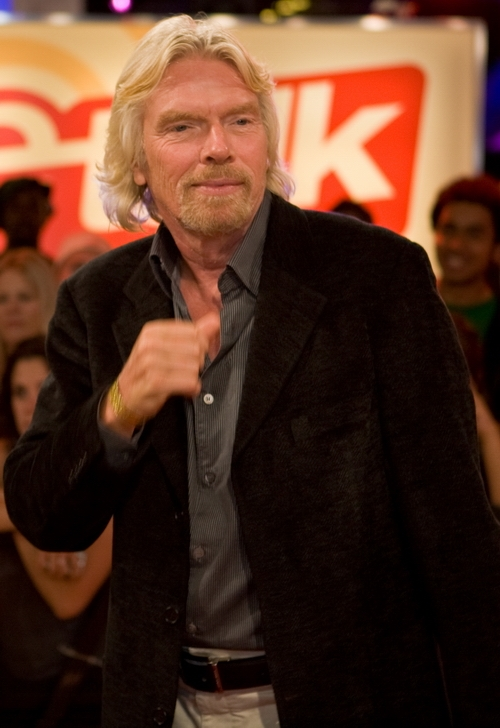
Richard Branson en el eTalk Festival Party, durante el Toronto International Film Festival.

Branson ha sido estrella invitada, por lo general como él mismo, en programas de televisión como Friends, Baywatch, Birds of a Feather, Only Fools and Horses, The Day Today, un episodio de la comedia Goodness Gracious Me y Tripping Over. Branson hizo varias apariciones durante la década de 1990 en la BBC los sábados por la mañana muestran Live & Kicking, donde fue denominado "the pickle man", por el actor de comedia Trev Simon (en referencia a Branston Pickle). Branson también aparece en un cameo a principios del vídeo de XTC "Generals and Majors". En el episodio 23 de la 4.ª temporada (1998) de Friends, Branson interpreta al hombre que le vende un sombrero a Joey en Londres.
También fue la estrella de un reality de Fox, The Rebel Billionaire (2004), donde dieciséis concursantes fueron puestos a prueba por su capacidad empresarial y sentido de la aventura. No tuvo éxito como rival para destronar a Donald Trump y The Apprentice, por lo que sólo duró una temporada.
Realizó cameos en varias películas: Around the World in 80 Days (2004), donde desempeñó el papel de un operador de un globo de aire caliente; Superman Returns, donde apareció junto a su hijo Sam, con Virgin Galactic, un estilo de lanzadera suborbital comercial en el centro de su historia. También tiene un cameo en la película de James Bond, Casino Royale.
Hizo una serie de breves apariciones e inconexo en el clásico documental de culto Derek and Clive Get the Horn que se ajusta a las hazañas de Peter Cook y Dudley Moore, a la grabación de su último álbum de comedia. Branson y su madre fueron también incluidos en la película documental, Lemonad Stories. A principios de 2006 en Rove Live, Rove McManus y Richard son empujados uno a otro en una piscina totalmente vestidos en vivo en la televisión durante un episodio de "Live at your house".
Branson es un fan de Star Trek, por lo que nombró a su nueva nave espacial VSS Enterprise en honor de la famosa nave de Star Trek, y en 2006, ofreció el actor William Shatner un pase libre en el paseo inaugural para el lanzamiento espacial de Virgin Galactic.
En marzo de 2008 hizo una pequeña aparición en una producción de Bollywood, junto a Neha Dhupia.

## Prácticas comerciales
El imperio del negocio de Branson es propiedad de una complicada serie de fideicomisos y compañías. El Sunday Times dijo que su riqueza se calcula en 3.065 millones de libras esterlinas; si fuera a jubilarse a su insulares del Caribe y liquidar todo esto se pagaría relativamente poco en impuestos.
En 1988, Branson quiso comprar Virgins Music de vuelta por la misma cantidad de dinero por acción, que él había vendido, para que la empresa sea valorada en 248 millones de libras esterlinas. Los accionistas de acuerdo, aunque se desconoce por qué Branson ya había acordado vender las acciones al mismo Pony Canyon, una empresa de medios de comunicación japoneses, por 377 millones de libras esterlinas. El incidente fue revelado en 2000, cuando Branson estuvo a punto de ganar la franquicia de la Lotería Nacional de Camelot Group.
En 2009, entró en su aventura en la Fórmula 1, patrocinando al equipo debutante ese año Brawn GP, equipo que renació de las cenizas de Honda. En la primera carrera, Branson se confirmó como primer patrocinador oficial del equipo que tenía sus dos coches completamente blancos. Debido al éxito del equipo, las acciones de este subieron estrepitosamente, por lo que Branson se empezó a cuestionar su permanecía como patrocinador. Para la temporada 2010, compró uno de los equipos debutantes Manor GP, que utilizaría el nombre de Virgin como nombre del equipo y los pilotos serían Timo Glock, que ya había sido confirmado unas semanas atrás, y el brasileño Lucas di Grassi; los pilotos reserva serían el español Andy Soucek y el brasileño Luiz Razia.

## Distinciones
En 1993, a Branson se le otorgó un grado honorífico de Doctor en Tecnología de la Universidad de Loughborough.
En marzo de 2000, Branson fue caballero, en el Palacio de Buckingham por "servicios al emprendimiento".
Branson es el patrono de varias organizaciones benéficas, entre ellas el International Rescue Corps y el Prisoners Abroad, registrado en la caridad que apoya a los británicos que están detenidos fuera del Reino Unido.
Branson aparece como el número 85 en la lista 2002 de "100 Greatest Britons" (patrocinado por la BBC y votada por el público). También ocupa el número 86 por el canal 4 de la lista 2003 de "100 Worst Britons". También se clasificó en 2007 en "Time Magazine", "Top 100 Most Influential People in the World" ("Top 100 personas más influyentes en el mundo").
El 7 de diciembre de 2007, el Secretario General de Naciones Unidas Ban Ki Moon presentó a Branson las "United Nations Correspondents Association Citizen of the World Award" por su apoyo para el ambiente y las causas humanitarias.

## Flota Virgin Group
La flota de aviones se constituye en cuatro compañías: Virgin Atlantic es la primera de las dos. Virgin Australia que es la fusión de V Australia, Virgin Blue y en la que se incluye Virgin Australia Regional; destaca por sus vuelos de corta, media y larga distancia a precios contenidos. Virgin Samoa, es una compañía que empezó en 2005, como compañía doméstica en Australia con base en Samoa, pero esta empresa es propiedad del Gobierno de Samoa. La última en incorporarse en la aerolínea TigerAir Australia, low cost que pertenecía a Singapore Airlines. Entre ambas empresas forman más de 150 aviones, desde aviones de 50 plazas hasta las 400 de los Boeing 747-400.
También ha tenido otras aerolíneas en diversos puntos del planeta:
- Polynesian Blue
- Virgin America (vendida a Alaska Airlines)
- Virgin Atlantic Little Red
- Virgin Express
- Virgin Sun

## Fórmula 1
Durante 2009 sus empresas patrocinan al equipo Brawn GP. Para 2010 crea su propio equipo llamado Virgin Racing.

## Bitcoin
En 2013 la empresa de viajes espaciales Virgin Galactic fue pionera en la adopción temprana de Bitcoin como método de pago, admitiendo esta criptomoneda para la compra de billetes. Branson, un gran defensor de Bitcoin, organizó en 2015 un encuentro en la isla privada de Necker.